# Krankenhaus Johanneum

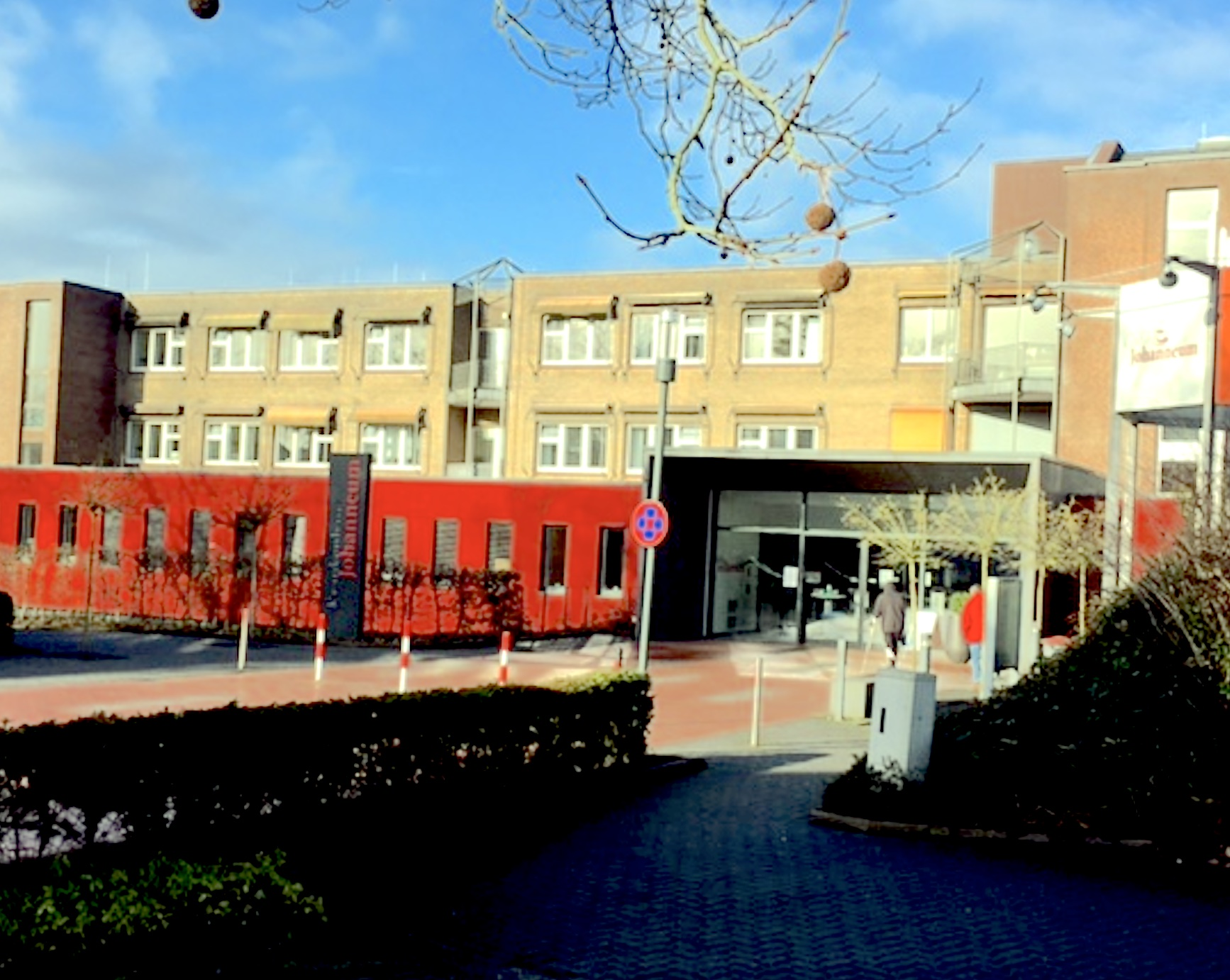
Haupteingang Krankenhaus Johanneum

Das Krankenhaus Johanneum in Wildeshausen ist eine Einrichtung der kirchlichen Stiftung Johanneum (St.-Johannes-Stift). Das Krankenhaus Johanneum entwickelte sich zu einem Gesundheitszentrum mit Praxiszentrum, Medizinischem Versorgungszentrum und Pflegezentrum mit stationärer und ambulanter Pflege sowie betreutem Wohnen.

## Geschichte
Da am Anfang der 1870er Jahre in Wildeshausen kein Krankenhaus vorhanden war, regte die Regierung des Großherzogtums Oldenburg an, dass der Amtsvorstand des Amtes Wildeshausen ein derartiges Krankenhaus errichten sollte. Diese Verfügung wurde vom Amtsverband nicht beachtet.
Fünf katholische Bürger wurden im März 1873 beim Pfarrer der katholischen Kirchengemeinde in Wildeshausen vorstellig, um das Krankenhaus zu errichten. Schon im Oktober kamen zwei Franziskanerinnen von der Kongregation der Franziskanerinnen von Salzkotten aus dem in der Nähe von Wildeshausen gelegenen St. Annen-Stift in Twistringen, das von den Schwestern seit 1868 betrieben wurde. nach Wildeshausen, die zunächst mit der Pflege von Patienten in Privathäusern und in der Vikarie, in der die Schwestern wohnten, zu beginnen. 1874 wurde ein Verein unter dem Vorsitz des Weissgerbers Johann Becker gegründet, der dem Verein vor den Toren der Stadt Wildeshausen an der Visbeker Straße einen Bauplatz zur Verfügung stellte. Mit Unterstützung der Bevölkerung und durch eine Lotterie wurden die erforderlichen Mittel aufgebracht und der Bau des Krankenhauses wurde 1875 vollendet. Dem Vereinsvorsitzenden zu Ehren erhielt es den Namen „Krankenhaus Johanneum“. Da es  Probleme wegen der Genehmigung der kirchlichen Behörden für eine Niederlassung der Salzkottener Franziskanerinnen in Wildeshausen gab, wurde 1878 beschlossen, das Krankenhaus an ein Kuratorium zu übertragen, welches für das St. Johannes-Stift zu Wildeshausen die Rechte einer juristischen Person erwerben sollte. Die Genehmigung des Großherzogs von Oldenburg wurde im Jahre 1879 erteilt. Aufsichtsbehörde war und ist  das Bischöflich Münstersches Offizialat in Vechta. Das Kuratorium der Stiftung besteht aus fünf Personen, zu denen auch der Pfarrer der katholischen Kirchengemeinde gehört.
Nach 135 Jahren beendete der Orden der Franziskanerinnen von Salzkotten im Jahre 2008 seine Tätigkeit im Krankenhaus Johanneum. Zuletzt waren noch zwei Schwestern in der Betreuung eingesetzt.

## Bauliche Entwicklung
In der Zeit von 1873 bis heute ist das Krankenhaus durch mehrfache Erweiterungs- und Umbaumaßnahmen kontinuierlich zu einem leistungsfähigen Allgemeinkrankenhaus mit moderner medizinischer Technik, umfassender ärztlicher Versorgung sowie qualifizierter Betreuung und Pflege ausgebaut worden. Für die Zukunft sind Maßnahmen im Wert von etwa 30 Millionen Euro geplant.

## Fachdisziplinen
Bis in die 1970er Jahre gab es im Krankenhaus Johanneum nur Belegarztabteilungen, die von Belegärzten betreut wurden. Danach wurden nach umfangreichen baulichen Veränderungen die mit angestellten Ärzten besetzten Fachabteilungen gegründet. 3 Abteilungen werden bislang noch von Belegärzten betreut.
Die aktuell im Krankenhaus befindlichen besonderen Fachabteilungen sind (Stand Februar 2022):
- Klinik für Allgemein-, Viszeral- und Gefäßchirurgie
- Klinik für Orthopädie und Unfallchirurgie
- Endoprothetik-Zentrum der Maximalversorgung (EPZmax)
- Klinik für Innere Medizin
- Klinik für Innere Medizin und Gastroenterologie
- Klinik für Anästhesie / Intensivmedizin
- Urologie (Belegarztabteilung)
- Gynäkologie (Belegarztabteilung)
- Hals-Nasen-Ohren-Heilkunde (Belegarztabteilung)
- Zentrale Notaufnahme (ZNA)